# Aero Portuguesa
AP — Aero Portuguesa, действовавшая как Aero Portuguesa, — первая авиакомпания Португалии, с 1934 по 1953 годы работавшая на рынке регулярных международных авиаперевозок страны.

## История
Авиакомпания Aero Portuguesa была образована в 1934 году с главной задачей обеспечения регулярного воздушного сообщения между аэропортами Португалии, Марокко и Бразилии. В том же году открылись пассажирские рейсы из Лиссабона в Касабланку и Танжер, а спустя два года — дальнемагистральные маршруты между Лиссабоном и двумя аэропортами Бразилии. Компания планировала запустить регулярные рейсы между Лиссабоном, Мадридом, Парижем, из португальской колонии Гвинея-Бисау в Кабо-Верде и между Французским Конго и португальской колонией Ангола, однако Вторая мировая война нарушила все планы перевозчика.
Во время Второй мировой войны Aero Portuguesa стала единственной авиакомпанией Португалии, получившей разрешение на коммерческие полёты в воюющие страны, а также стала единственным пассажирским перевозчиком для сил Союзников в Северной Африке. Рейсы авиакомпании использовались многими беженцами из оккупированной Европы, которые искали укрытия от нацистов в Танжере. Регулярный маршрут авиакомпании Aero Portuguesa из Лиссабона в Касабланку получил всемирную известность после выхода в прокат фильма Касабланка с Хамфри Богартом и Ингрид Бергман в главных ролях.

## Флот
Авиакомпания Aero Portuguesa эксплуатировала следующие типы воздушных судов:
- Wibault 282-T-12 (CS-ABX и CS-ADB, 1941)
- Junkers Ju 52 (Amiot AAC.1 Toucan CS-ADA, 1938)
- Fokker F.VIIb-3m  (CS-AAM, 1936)
- Lockheed 18-07 Lodestar (CS-ADD, 1941)
- Douglas C-47A-85-DL (CS-ADB, 1950)

На маршрутах компании также могли использоваться Latécoère 28 и Farman F.2200, принадлежавшие основному акционеру, Air France.